# Social Security

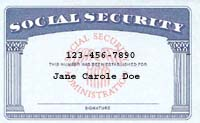
Przykładowa karta ubezpieczenia z podanym Social Security Number

Social Security – program federalny w Stanach Zjednoczonych odnoszący się do emerytur, rent rodzinnych i ubezpieczeń osób niepełnosprawnych (ang. Old-Age, Survivors, and Disability Insurance, skrót OASDI).
Siedziba główna Social Security Administration znajduje się w Woodlawn (Maryland), na zachód od Baltimore.

## Wprowadzenie

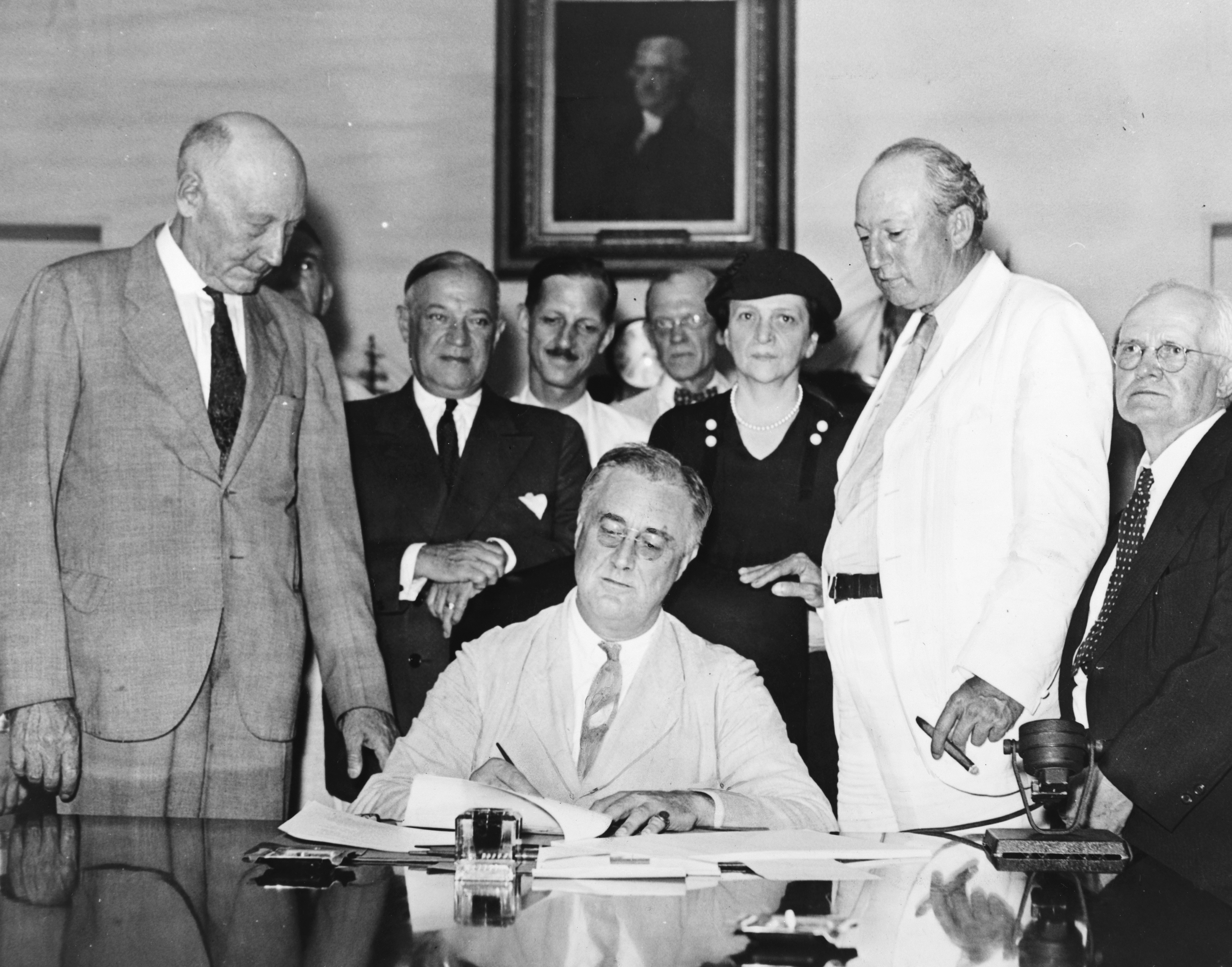
Prezydent Roosevelt podpisuje Social Security Act, 14 sierpnia 1935

Pierwotna wersja ustawy o zabezpieczeniu społecznym, która została podpisana w 1935 roku przez prezydenta Franklina Delano Roosevelta, jako część jego New Deal, i obecna wersja ustawy, z późniejszymi zmianamiobejmuje kilka programów i ubezpieczeń społecznych. Główną część programu stanowi OASDI (Old Age, Survivors, a Disability Insurance – emerytury, renty rodzinne, renty inwalidzkie i ubezpieczenia) lub RSDI (Retirement, Survivors, and Disability Insurance – renty, renty rodzinne i ubezpieczenia osób niepełnosprawnych).
Największe i najbardziej znane programy to:
- Federalny Old-Age(inne języki)[4] (Emerytury), ubezpieczenie dla niepełnosprawnych[5] i wypłaty dla rodziny po śmierci pracownika;
- Zasiłki dla bezrobotnych[6];
- Tymczasowa Pomoc dla Rodzin Potrzebujących (TANF)[7];
- Medicare[8];
- Medicaid[9];
- Stanowy program ubezpieczenia zdrowotnego dla dzieci (SCHIP)[10];
- Uzupełnienie dochodów (SSI)[11];
- Ustawa dotycząca ochrony pacjentów i niedrogiej opieki (Patient Protection and Affordable Care Act – PPACA)[12].

Social Security to program ubezpieczeń społecznych w głównej mierze finansowany przez specjalne podatki od wynagrodzeń o nazwie Federal Insurance Contributions Act tax (FICA). Depozyty podatkowe są formalnie powierzone Federal Old-Age and Survivors Insurance Trust Fund, Federal Disability Insurance Trust Fund, Federal Hospital Insurance Trust Fund lub Federal Supplementary Medical Insurance Trust Fund.
Początkowo fundusz Social Security pokrywał także ubezpieczenie na wypadek bezrobocia i w dużej mierze to oznaczał. Obecnie, w mowie potocznej, nazwa ta jest używana w odniesieniu do świadczeń emerytalnych, świadczeń dla niepełnosprawnych, świadczeń na wypadek śmierci oraz świadczeń dla rodziny pozostającej po śmierci pracownika, które są czterema głównymi świadczeniami udzielanymi przez tradycyjne plany emerytalne (pension plans) w sektorze prywatnym.
W 2004 roku amerykański system ubezpieczeń społecznych wypłacił prawie 500 miliardów dolarów w ramach tych świadczeń.
Jeśli chodzi o wartość w dolarach, to amerykański program Social Security jest największym programem rządowym na świecie i będącym jednym największych wydatków w budżecie federalnym, wynoszącym 20,8% dla Social Security, w porównaniu do 20,5% na obronę i 20,1% dla Medicare/Medicaid.
Social Security jest obecnie największym programem socjalnym w USA, gdzie w 2003 roku, łączne wydatki dla wszystkich programów ubezpieczeń społecznych stanowiły 37% wydatków rządowych i 7% PKB. Szacuje się obecnie, że Social Security utrzymuje, około 40 procent wszystkich Amerykanów w wieku 65 lat lub starszych, z dala od ubóstwa.
Propozycje sprywatyzowania Social Security były częścią debaty w okresie prezydencji Bill Clintona i George W. Busha.

## FICA

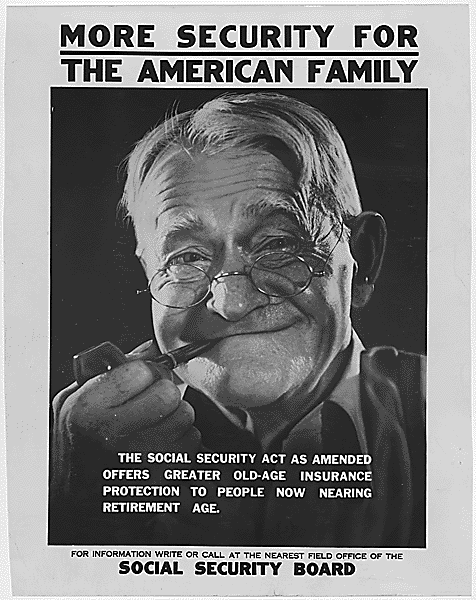
Plakat promujący program Social Security

W oryginalnej wersji ustawy z 1935 r, przepis dotyczący tego programu zawarty był w „Title II of the Act” (dlatego Social Security jest czasami określane jako „Title II” program.). Przepisy dotyczące opodatkowania zostały ujęte w oddzielnym tytule („Title VIII”) (ze względu na konstytucyjne powiązanie z Ustawą 1935). W ramach „Poprawki do ustawy z 1939” Zmiany, przepisy „Title VIII” dotyczące opodatkowania zostały wyjęte z ustawy „Social Security Act” i umieszczone w „Internal Revenue Code”, zmieniając nazwę na „Federal Insurance Contributions Act (FICA)”. Od tego czasu, te potrącenia od wynagrodzeń są potocznie nazywane jako „podatek FICA”.
Ponieważ podatki FICA nie finansują „kont emerytalnych” analogiczne do rachunków inwestycyjnych, takich jak IRA, są więc one kwestionowane, że zwroty z tych składek nie są porównywalne do zysków z prywatnych instrumentów inwestycyjnych. Ale ponieważ kontrybucje Social Security są jednak, prawdopodobnie, analogiczne do zbiorczych składek ubezpieczeniowych (ponieważ chronią pracowników i ich członków rodziny przed utratą dochodów żywiciela rodziny, po przejściu na emeryturę, inwalidztwa lub śmierci), mogą być właściwe porównywane zwroty „grupy ryzykownych funduszy” otrzymanych przez Social Security do „grupy ryzykownych funduszy” otrzymanych z komercyjnych ubezpieczeń. Jak każdy program ubezpieczeń, Social Security „rozprzestrzenia ryzyko”.
Na przykład pracownik który staje się niepełnosprawny w młodym wieku, może otrzymać duży zwrot w stosunku do kwoty jaka przekazał do FICA, zanim został niepełnosprawny, ponieważ świadczenia z tytułu niepełnosprawności mogą być kontynuowane do końca jego życia.
Tak jak w prywatnych planach ubezpieczeniowych, każdy w danej puli ubezpieczeniowej jest ubezpieczony od tego samego ryzyka, ale nie wszyscy będą korzystać z niego w takim samym stopniu.
Analogia do ubezpieczenia, jest jednak ograniczona faktem, że płacenie podatków FICA nie daje prawa do świadczeń, mimo że Social Security, w jakimś zakresie, jest w rzeczywistości finansowany podatkami FICA.
„Obama-GOP tax deal” z roku 2010, na przykład, obniża podatek FICA, mający wpływ na wypłacalność Social Security, zneutralizowaną przez przeniesienie z ogólnego budżetu.
Te transfery mają wpływ na ogólny deficyt budżetowy jak ogólne wydatki na programy.

### Poprawki do Ustawy z 1935 roku
W międzyczasie były wprowadzane następujące poprawki do Ustawy 1935:
- Poprawka z roku 1939
- Poprawka z roku 1950
- Poprawka z roku 1961
- Poprawka z roku 1962
- Poprawka z roku 1965
- Poprawka z roku 1968
- Poprawka z roku 1972
- Poprawka z roku 1977
- Poprawka z roku 1983
- Poprawka z roku 1990

## Świadczenia

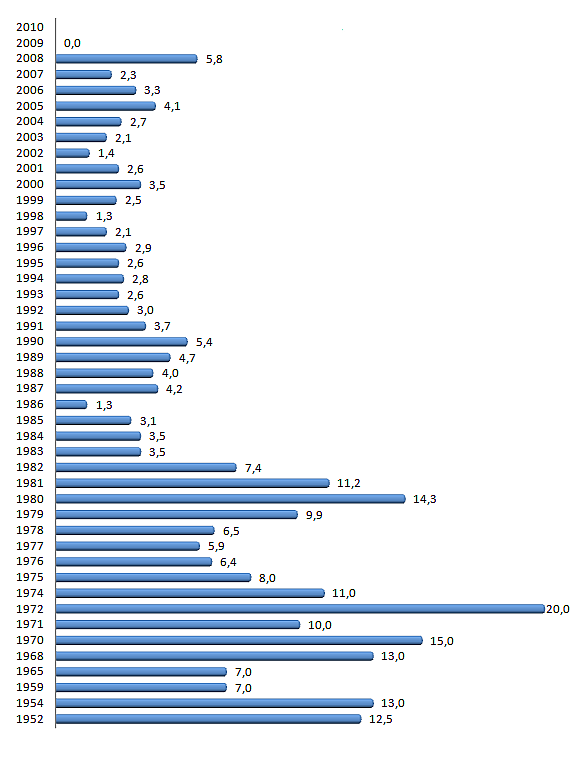
Ogólny wzrost świadczeń Social Security w USA

Największą częścią OASDI są wypłaty świadczeń emerytalnych. Przez cały okres zatrudniania pracownika, „Social Security Administration” rejestruje jego dochody. Kwota miesięcznego świadczenia, do którego pracownik ma prawo, zależy od jego wkładu i wieku, w którym pracownik zdecyduje się na rozpoczęciu pobierania świadczeń. Do tej pory świadczenia z Social Security, są wypłacone niemal w całości z potrąceń od wynagrodzeń (FICA). Dlatego Social Security jest nazywany pay-as-you-go system. Przypuszcza się, że w 2017 r., wpływy z potrąceń od wynagrodzeń będą niewystarczające na pokrycie świadczeń Social Security, a system zacznie wypłacać pieniądze z „Social Security Trust Fund”. Znaczenie istnienia i korzyści finansowe z „Social Security Trust Fund” jest przedmiotem poważnych sporów, ponieważ jej aktywami są specjalne obligacje skarbowe (Treasury bonds), czyli pieniądze z tego funduszu powierniczego są pożyczane z powrotem przez rząd federalny do spłaty innych wydatków.

### Podstawowa Kwota Ubezpieczenia
Wielkość wypłat z Social Security bazowania jest na jego podstawowej kwocie ubezpieczenia (Primary Insurance Amount, PIA). PIA jest średnią z najlepszych (okresu 35 lat przepracowanych przez pracownika), zarobków (przed odliczeniem do FICA). Kwota ta, w każdym roku, jest ograniczana przez coroczną podstawę wynagrodzenia (Social Security Wage Base) dla Social Security (maksymalne zarobki, od których można pobierać OASDI z podatku FICA (106 800 dolarów w 2010 roku)).
Jeżeli pracownik ma mniej niż 35 lat objętych zarobkami, to zera służą do uzupełnienia ogólnej liczby lat zarobkowych do 35.

Lata pracy objęte planem, w okresie większym niż 2 lata poprzedzające rok, kiedy pracownik ukończy 62 lat, są indeksowane w górę, aby odzwierciedlić wzrost krajowej płacy przez średni wskaźnik wynagrodzeń (AWI) od czasu, w którym dochody zostały objęte w przeszłości do wartości AWI, dwa lata zanim pracownik osiągnął 62 lata (który jest ostatnim rokiem, w którym pracownik osiągnął 62 lata).
Jedna dwunasta ze średniej z 35 indeksowanych lat jest średnią miesięcznych zarobków (AIME). Z kolei PIA to 90% AIME do pierwszego (niskiego) punktu zgięcia (bendpoint) i 32% z powyżej AIME, ponad pierwszym punktem zgięcia, ale nie przekraczając drugiego (wyższego) punktu zgięcia, plus 15% AIME powyżej drugiego punktu zgięcia. Punkty zgięcia wyznacza punkt, w którym stopy zwrotu dla AIME beneficjenta się zmieniają.

W 2008 roku, punkty zgięcia, dla obliczeń PIA zmieniły się z, od 90% do 32% dla 711 dolarów, na 15% dla 4288 dolarów. Ten PIA jest następnie dostosowywany przez automatyczną korektę kosztów utrzymania, corocznie zaczynając od roku kiedy pracownik ukończy 62 lata. Podobne obliczenia bazowane na podstawie średnich zarobków, są brane pod uwagę przy ustalaniu benefisów za niepełnosprawność lub renty dla rodziny na wypadek śmierci pracownika. Te alternatywne obliczenia uśredniają mniej lat dochodowych w przypadku śmierci pracownika lub jego niepełnosprawności przed 62 rokiem życia i stosują inne lata bazowe dla uwzględnienia inflacji.

### Wiek emerytalny
| Rok urodzenia    | Wiek emerytalny  |
| ---------------- | ---------------- |
| 1937 i wcześniej | 65               |
| 1938             | 65 i 2 miesiące  |
| 1939             | 65 i 4 miesiące  |
| 1940             | 65 i 6 miesięcy  |
| 1941             | 65 i 8 miesięcy  |
| 1942             | 65 i 10 miesięcy |
| 1943-1954        | 66               |
| 1955             | 66 i 2 miesiące  |
| 1956             | 66 i 4 miesiące  |
| 1957             | 66 i 6 miesięcy  |
| 1958             | 66 i 8 miesięcy  |
| 1959             | 66 i 10 miesięcy |
| 1960 i później   | 67               |

Pracownik, który zaczyna pobieranie świadczeń przed normalnym wiekiem emerytalnym, otrzymuje je zmniejszane w oparciu o ilość miesięcy, zanim osiągnąłby normalny wiek emerytalny. Redukcja wynosi 5/9 z 1% za każdy miesiąc, aż do 36 miesięcy i następnie 5/12 z 1% za każdy kolejny miesiąc. Ogólnie wynosi to 80% wartości benefisu w wieku 62 lat, gdy wiek emerytalny pracownika jest ustalony na 65 lat, 75% wartości benefisu w wieku 62 lat, gdy wieku emerytalny pracownika to 66 lat, a 70% korzyści w wieku 62 lat przy wieku emerytalny pracownika wynoszącym 67 lat.
Pracownik, który opóźnia rozpoczęcie pobierania świadczenia emerytalnego powyżej jego normalnego wieku emerytalnego, podnosi wartość benefisu. Może tak czynić aż do osiągnięcia wieku 70 lat. Dotyczy to również jego benefaktorów po jego śmierci. Benefisy jego dzieci i współmałżonka nie mają na to wpływu.
Normalny wiek emerytalny dla współmałżonka, po śmierci pracownika, przesuwa harmonogram zależny od roku urodzenia, w górę o 2 lata, tak że dla współmałżonków, urodzonych przed 1940 r. wiek emerytalny wynosi 65 lat.

### Współmałżonek
Każdy aktualny małżonek jest uprawniony, a rozwiedzeni lub byli współmałżonkowie kwalifikują się na ogół, jeśli małżeństwo trwało co najmniej 10 lat. (Małżeństwa par tej samej płci, nie są uznawane przez OASDI, gdyż prawo federalne DOMA nie uwzględnia tego typu związków.) Choć jest arytmetycznie możliwe aby jeden pracownik do generował korzyści dla współmałżonka, dla pięciu współmałżonków, których mógł mieć, każdy z nich musi być po rozwodzie małżeństwa które trwało co najmniej 10 lat. Ponieważ wiek 70 lat to ostatni wiek przejścia na emeryturę, ponieważ żaden stan nie uznaje małżeństwa nieletnich, nie ma więcej niż 5 kolejnych benefaktorów w odstępach dziesięcioletnich. Wartość tego świadczenia emerytalnych wynosi połowę PIA pracownika; z tym, że różni się od wartości rentę współmałżonka po zmarłym, która jest w pełni PIA.

Świadczenie to wynosi: 1/2 PIA razy faktor wczesnego przechodzenia na emeryturę, jeśli współmałżonek ma mniej niż normalny wiek emerytalny. Nie ma wzrostu wartości kiedy świadczenie zaczyna pobierać współmałżonek, po osiągnięciu normalnego wieku emerytalnego.
Ten problem może wystąpić dla małżeństwa, w którym młodsza osoba jest tylko pracownikiem i jest więcej niż 5 lat młodsza. Dopiero po wystąpieniu przez pracownika o świadczenie emerytalne, może, niepracujący małżonek, wystąpić o świadczenie emerytalne dla siebie.

### Wdowiec/wdowa
Jeśli pracownik objęty Social Security umiera, żyjący współmałżonek może otrzymywać świadczenia rodzinne. W niektórych przypadkach świadczenia te są dostępne nawet dla rozwiedzionego współmałżonka. Ojciec lub matka z nieletnimi lub niepełnosprawnymi dzieci, będących pod jego opieką, mogą otrzymywać świadczenia, które nie są aktualnie zmniejszone. Najniższy wiek dla sprawnego, owdowiałego współmałżonka, jest 60 lat. Wartość tego świadczenia jest równa pełnej emerytury pracownika, dla małżonków, którzy są w normalnym wieku emerytalnym, lub starsze. Jeśli pozostały przy życiu współmałżonek zaczyna pobierać świadczenie przed normalnego wiekiem emerytalnym, nie ma się na aktuarialną redukcję.

### Dzieci
Dzieci pracownika w wieku emerytalnym, niepełnosprawnego lub zmarłego, otrzymują świadczenia jako „będące na jego utrzymaniu” czy „osoba pozostała przy życiu”, jeśli są w wieku poniżej 16 lat, lub są w wieku powyżej 18 i zostały niepełnosprawne przed ukończeniem 22 roku życia Sądzie Apelacyjny w 8 Obwodzie, zdecydował, że dziecko jest uprawniony do renty rodzinnej, chociaż urodziło się dwa lata po śmierci ojca, w wyniku zapłodnienia pozaustrojowego.

### Niepełnosprawność
Pracownik, który pracował wystarczająco długo (bazując na „kwartałach ubezpieczenia” w ostatnich latach), maże być objęty rentą inwalidzką. Otrzymywanie świadczeń rozpocznie się po 5 pełnych miesiącach kalendarzowych, licząc od momentu stania się niepełnosprawnym, niezależnie od jego wieku. Formuła kwalifikacji wymaga określonej liczby „kredytów” (w oparciu o dochody), ogólnie uzyskanych i odpowiednią ilość w ciągu dziesięciu lat, bezpośrednio poprzedzających niepełnosprawność, ale przepisy są bardziej łagodne dla młodszych pracowników, którzy stali się niepełnosprawni zanim mieli szansę stworzyć odpowiednią długą historię zarobków.
Pracownik musi nie być w stanie kontynuować swojej poprzedniej pracy i nie może dostosować się do innej pracy, biorąc pod uwagę, wiek, wykształcenie i doświadczenie zawodowe. Ponadto niepełnosprawność musi być długoterminowa, trwająca co najmniej 12 miesięcy, przypuszczalnie będzie trwała co najmniej 12 miesięcy, lub może zakończyć się śmiercią. Tak jak w przypadku świadczeń emerytalnych, kwota świadczeń rentowych należnych, zależy od wieku pracownika i kwoty zgromadzonej.

## Umowy międzynarodowe
Czasami ludzie przenoszą się z jednego kraju do drugiego, na stałe lub czasowo. To stanowi wyzwanie dla firm, rządów i osób poszukujących zapewnienia sobie w przyszłości świadczeń lub mając do czynienia z organami podatkowymi w wielu krajach. W tym celu, „Social Security Administration” podpisał umowy międzynarodowe, często określane jako Totalization Agreements z innymi programami ubezpieczeń społecznych w innych krajach.
Ogólnie rzecz biorąc, umowy te mają dwa główne zadania. Po pierwsze, wyeliminowanie podwójnego opodatkowania Social Security, w sytuacjach, gdy pracownik z jednego kraju pracuje w innym kraju i jest zobowiązany do wpłacenia składki na ubezpieczenie społeczne dla obu krajów, biorąc pod uwagę te same zarobki. Po drugie, umowy pomaga wypełnić lukę, w celu ochrony świadczeń dla pracowników, którzy pracują w USA i innych krajach.
Następujące kraje podpisały umowy z Social Security (oraz daty wejścia w życie umowy)

- Włochy (1 listopada 1978)
- Niemcy (1 grudnia 1979)
- Szwajcaria (1 listopada 1980)
- Belgia (1 lipca 1984)
- Norwegia (1 lipca 1984)
- Kanada (1 września 1984)
- Wielka Brytania (1 stycznia 1985)
- Szwecja (1 stycznia 1987)
- Hiszpania (1 kwietnia 1988)
- Francja (1 lipca 1988)
- Portugalia (1 sierpnia 1989)
- Holandia (1 listopada, 1990)
- Austria (1 listopada 1991)
- Finlandia (1 listopada 1992)
- Irlandia (1 września 1993)
- Luksemburg (1 listopada 1993)
- Grecja (1 września 1994)
- Korea Południowa (1 kwietnia 2001)
- Chile (1 grudnia 2001)
- Australia (1 października 2002)
- Japonia (1 października 2005)
- Dania (1 października 2008)
- Czechy (1 stycznia 2009)
- Polska (1 marca 2009)
- Meksyk (Podpisano 29 czerwca 2004, ale jeszcze nie weszła w życie)

## Numer Social Security
Efektem ubocznym programu Social Security w Stanach Zjednoczonych było, niemal powszechne, przyjęcie numeru identyfikacyjnego Social Security, jako krajowego numeru identyfikacyjnego w USA. Numer Social Security (SSN) jest wydawane na mocy sekcji 205(c) (2) z „Social Security Act”. Rząd początkowo stwierdził, że SSN nie służy do identyfikacji, ale obecnie w USA powszechnie korzysta się z numeru SSN jako identyfikatora osobistego, włączając w to agencje rządowe, takie jak Internal Revenue Service, wojsko, a także prywatne podmioty prawne: banki, uczelnie, firmy ubezpieczeniowe oraz pracodawcy.
„Social Security Administration” przyznaje, że „Social Security Act” nie wymaga posiadania SSN, aby żyć i pracować w Stanach Zjednoczonych, ani też po prostu, w celu posiadania.